# City West

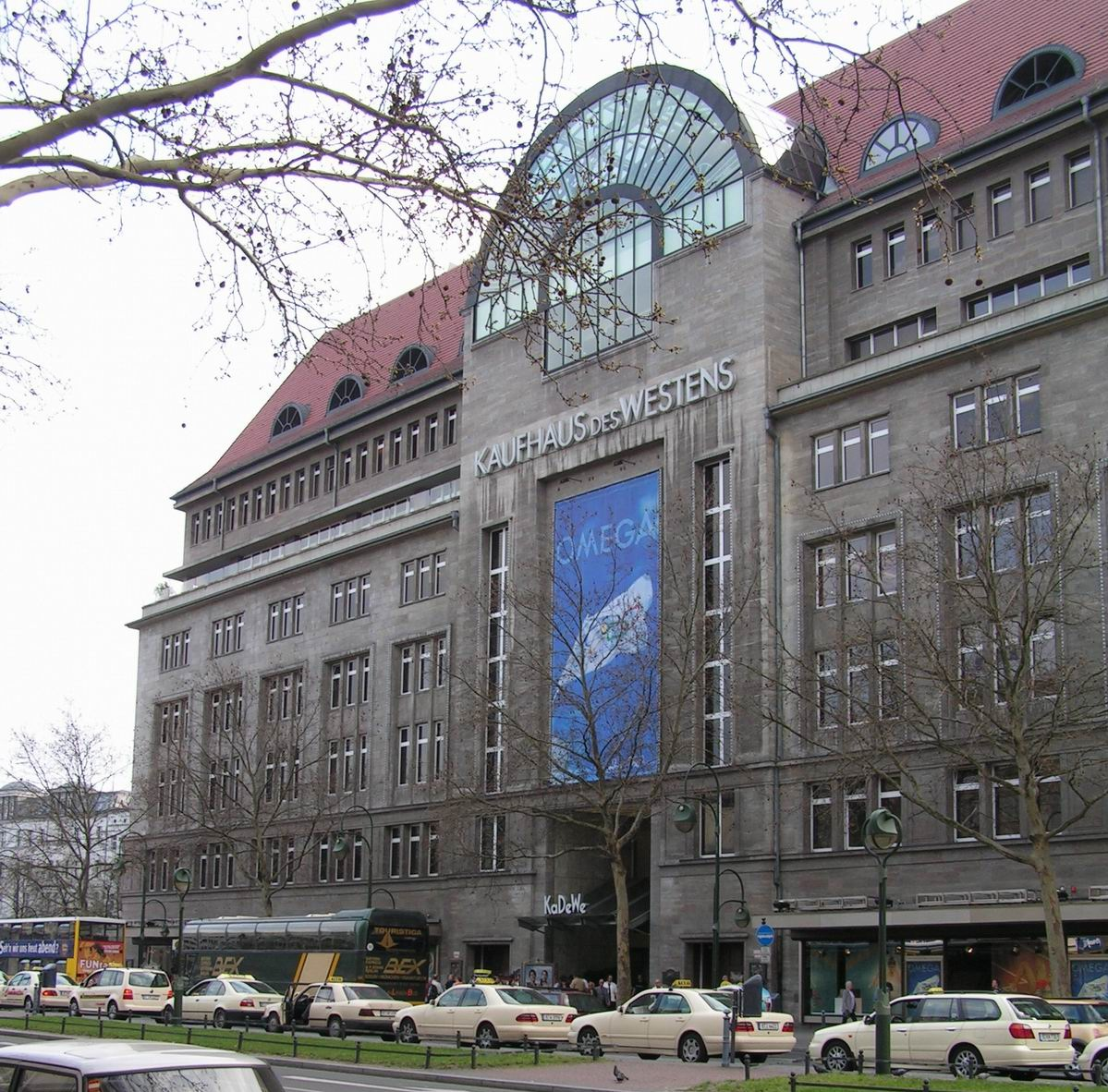
Kaufhaus des Westens, KaDeWe.

City West, före andra världskriget vanligen Neuer Westen, även Zooviertel, kallas centrumområdet i västra Berlin runt Kurfürstendamm, Breitscheidplatz och Tauentzienstrasse i stadsdelarna Charlottenburg, Schöneberg och Tiergarten.

## Läge och bebyggelse

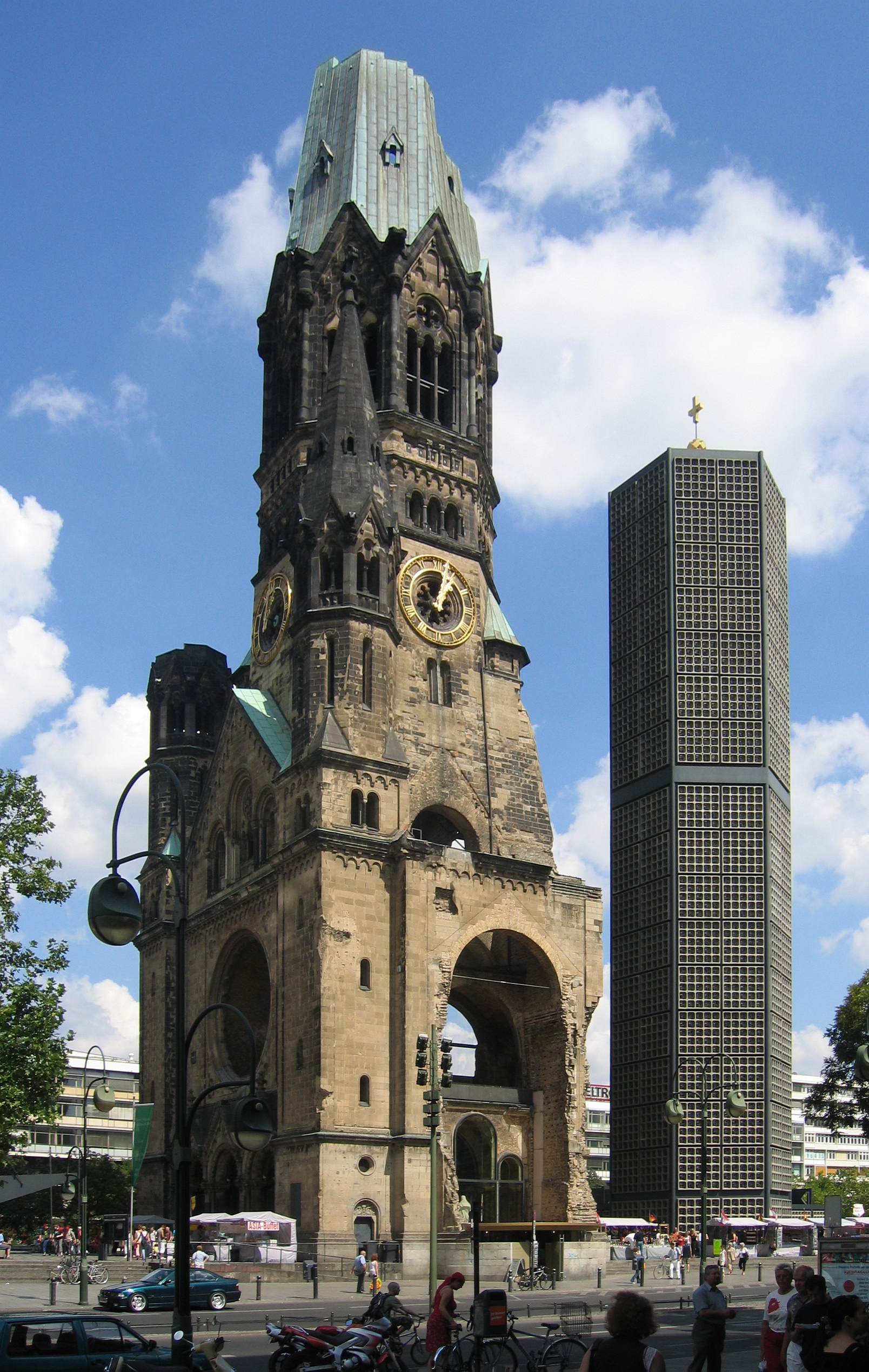
Kaiser-Wilhelm-Gedächtniskirche

City West avgränsas av Stuttgarter Platz i väster och Urania i öster samt av Tiergarten i nordost och Lietzenburger Strasse i söder. Området har ett stort antal restauranger, kaféer och klubbar, forsknings- och kulturinstitutioner, affärsgator och bostäder. Det viktigaste landmärket är Kaiser-Wilhelm-Gedächtniskirche vid Breitscheidplatz, en delvis ombyggd kyrkoruin som idag fungerar både som kyrka och som minnesmärke över andra världskrigets omfattande förstörelse i Berlin. Skyskrapan Zoofenster inrymmer ett femstjärnigt Waldorf Astoria-lyxhotell. Bikini-Haus vid Breitscheidplatz avgränsar torget från Tiergarten. Här ligger även Zoo Palast, en biograf med anor från början av 1900-talet som efter en ombyggnad 2014 åter är en av Berlins filmfestivals premiärbiografer.
I Tiergarten direkt nordost om City West ligger Zoologischer Garten Berlin, en av Berlins två stora djurparker.

## Historia
Neuer Westen utvecklades under kejsartiden från omkring 1895 och framåt till en konkurrent till Berlins gamla stadscentrum i Mitte som ett affärs- och nöjescentrum. Det ersatte då Alter Westen sydväst om nuvuarande Potsdamer Platz som huvudsakligt centrum för förstäderna väster om Berlins dåvarande stadsgräns. Stadsgränsen gick fram till 1920 vid Potsdamer Platz, och de västliga stadsdelarna Schöneberg och Charlottenburg var då självständiga städer. I Neuer Westen skapades Kaufhaus des Westens (KaDeWe), Café des Westens och kulturella inrättningar som Theater des Westens. Under Weimarrepubliken förknippades området med Berlins glada 1920-tal, de så kallade Goldenen Zwanziger.
Efter 1945 blev Neuer Westen en del av det centrum som skapades i Västberlin i samband med Berlins delning. Efter Berlins återförening 1990 har området fortsatt ha en stor popularitet som kommersiellt centrum trots konkurrens från Potsdamer Platz samt Friedrichstrasse och Alexanderplatz i Mitte. Under 2010-talet har området åter kommit att bli plats för större byggprojekt som Zoofenster och Upper West.

## Kommunikationer
Järnvägsstationen Berlin Zoologischer Garten, i dagligt tal oftast förkortat Bahnhof Zoo, är den huvudsakliga kollektivtrafikknutpunkten i cityområdet. Bahnhof Zoo fungerade som centralstation för Västberlin under Berlins delning och är bland annat känd för de sociala problemen med droghandel och prostitution omkring stationen. Stationen används idag huvudsakligen för regional- och lokaltrafik, medan fjärrtrafiken flyttats till Berlin Hauptbahnhof. Järnvägsstationen Berlin Charlottenburg och tunnelbanestationen Wittenbergplatz är andra viktiga knutpunkter.